# San Miguel de Tucumán
San Miguel de Tucumán (w użyciu również skrócona nazwa Tucumán) – największe miasto północno-zachodniej Argentyny, liczy 525 823 mieszkańców (2001), zespół miejski 738 000 (piąty co do wielkości w Argentynie). Miasto jest stolicą prowincji Tucumán. Położone jest nad rzeką Dulce.

## Historia
Miasto zostało założone w 1565, a w 1685 przeniesione w obecne miejsce. 9 lipca 1816 ogłoszona tu została deklaracja niepodległości, nieuznawana aż do 1862 przez Hiszpanię. Siedziba Kongresu (La Casa de la Independencia), gdzie ogłoszono tę deklarację, jest traktowana jak narodowa świątynia przez Argentyńczyków.

## Gospodarka
Centrum handlowe regionu rolniczego zwanego „Ogrodem Republiki” (trzcina cukrowa, tytoń, owoce, ryż). Mieszczą się tutaj dwa uniwersytety, założone w 1914 i 1965.

## Urodzeni w Tucumán
- Mercedes Paz - tenisistka
- Mercedes Sosa - pieśniarka

## Miasta partnerskie
- Nowy Orlean, USA
- Nof ha-Galil, Izrael
- Erfurt, Niemcy